# 2022
2022 (MMXXII) je bilo navadno leto, ki se je po gregorijanskem koledarju začelo na soboto.
Generalna skupščina Združenih narodov je 2022 razglasila za mednarodno leto stekla, mednarodno leto ribištva in ribogojstva, mednarodno leto temeljnih znanosti za trajnostni razvoj ter mednarodno leto trajnostnega razvoja gorskega sveta.
V Sloveniji je dobilo naziv »supervolilno leto«, saj so potekale splošne volitve v vsa tri predstavniška telesa (predsednik republike, Državni zbor in občinsko vodstvo), poleg tega pa še volitve v Državni svet. Poleg tega je Vlada Republike Slovenije razglasila 2022 za Plečnikovo in Tartinijevo leto zaradi dveh jubilejev: 150-letnice rojstva arhitekta Jožeta Plečnika ter 330-letnice rojstva skladatelja in violinista Giuseppeja Tartinija.

## Dogodki

### Januar–april
- 5. januar – Ob valu množičnih nasilnih protestov, ki so v začetku leta izbruhnili zaradi naraščanja cen goriva, je odstopila vlada Kazahstana; v več delih države so bile razglašene izredne razmere.[4]
- 15. januar – Eksplozivni izbruh vulkanskega otoka Hunga Tonga–Hunga Haʻapai na Tongi je povzročil cunamije, ki so dosegli tudi oddaljene obale Tihega oceana, in zračni udarni val, zaznaven tudi v Evropi na nasprotni strani zemeljske oble.[5]
- 16. januar – Dimitar Kovačevski je postal predsednik vlade Severne Makedonije.
- 18. januar – Roberta Metsola je postala najmlajša predsednica Evropskega parlamenta v zgodovini.[6]
- 4.–20. februar – V Pekingu so potekale Zimske olimpijske igre 2022.
- 6. februar – Kraljica Elizabeta II. je v Združenem kraljestvu praznovala 70-letnico vladavine.[7]
- 21. februar – Rusko-ukrajinska kriza: Rusija je priznala neodvisnost separatističnih Luganske in Donecke ljudske republike na vzhodu Ukrajine.[8]
- 24. februar – Rusko-ukrajinska kriza: Ruska vojska je začela invazijo na Ukrajino.[9]
- 26. februar – Rusko-ukrajinska kriza: Združene države Amerike, Evropska unija in zavezniki so se odločili za odstranitev ruskih bank iz sistema SWIFT in uvedejo ukrepe proti Ruski centralni banki ter članom elite blizu ruskega državnega vrha, kar sproži finančno krizo v državi.[10]
- 27. februar – Beloruski volivci so na ustavnem referendumu izglasovali preklic nejedrskega statusa države in možnost stalne namestitve ruskih oboroženih sil na ozemlju države.[11]
- 28. februar – Medvladni forum za podnebne spremembe je izdal drugi del šestega ocenjevalnega poročila, v katerem je zaključil, da so številni človekovi vplivi na podnebje zdaj »nepovratni«.[12]
- 2. marec – Ruska invazija na Ukrajino: Ruska vojska je zavzela prvo večje ukrajinsko mesto, Herson ob Črnem morju.[13]
- 10. marec – V Zagrebu je strmoglavil brezpilotni izvidnik sovjetske izdelave Tupoljev Tu-141.
- 15. marec – Rusko-ukrajinska kriza: Predsedniki vlad Slovenije, Češke in Poljske Janez Janša, Petr Fiala in Mateusz Morawiecki so z vlakom odšli v Kijev na srečanje z ukrajinskim državnim vrhom.[14]
- 18. marec – V Turčiji so odprli most 1915 Çanakkale čez Dardanele, z 2023 m najdaljši viseči most na svetu.[15]
- 28. marec – Stavba Narodnega doma v Trstu je bila dobrih sto let po fašističnem požigu vrnjena slovenski narodni skupnosti.[16]
- 3. april – 
  - V Srbiji so potekale predsedniške in parlamentarne volitve, na katerih sta večino glasov osvojila Aleksandar Vučić in Srbska napredna stranka.[17]
  - Na parlamentarnih volitvah na Madžarskem je zmagala vladajoča stranka Fidesz Viktorja Orbana.[18]
- 24. april – Na državnozborskih volitvah v Sloveniji je zmagala stranka Gibanje Svoboda pod vodstvom Roberta Goloba in si s tem zagotovila 41 sedežev v Državnem zboru. V Državni zbor so se uvrstile še stranke SDS (27 sedežev), Nova Slovenija (8 sedežev), Socialni demokrati (7 sedežev) in Levica (5 sedežev).[19]

### Maj–avgust
- 10.–14. maj – V Torinu je potekalo 66. tekmovanje za Pesem Evrovizije.[20]
- 12. maj – V tovarni kočevskega podjetja Melamin je prišlo do eksplozije, v kateri je življenje izgubilo sedem ljudi.[21]
- 13. maj – Skladno z rezultati aprilskih volitev je bil ustanovljen 9. državni zbor Republike Slovenije, za katerega predsednico je bila izvoljena Urška Klakočar Zupančič iz stranke Gibanje Svoboda.[22]
- 14. maj – Ruska invazija na Ukrajino: Z umikom ruske vojske se je končala bitka za Harkov na severovzhodu Ukrajine.[23][24]
- 16. maj – Ruska invazija na Ukrajino: Ukrajinska vojska je iz obleganega Mariupola evakuirala približno 260 vojakov.[25]
- 18. maj – V kontekstu rusko-ukrajinske krize sta Švedska in Finska  po več desetletjih nevtralnosti vložili prošnjo za vstop v zvezo NATO.[26]
- 23. maj – V Sloveniji je bil potrjen prvi primer opičjih koz, nalezljive bolezni, ki je endemična v podsaharski Afriki in se je od 13. maja širila zunaj tega območja.[27][28]
- 1. junij – V Državnem zboru je bila potrjena 15. vlada Republike Slovenije s predsednikom Robertom Golobom na čelu.[29]
- 20. junij – Na Nizozemskem so se znova zaostrili protesti kmetov zaradi napovedi kmetijske reforme, ki bi močno zmanjšala pridelavo živine v državi.[30]
- 22. junij – V močnem potresu z jakostjo 6,2 po momentni lestvici, ki je prizadela regijo ob meji med Afganistanom in Pakistanom, je umrlo več kot 1000 ljudi.[31]
- 11. julij – Ameriška vesoljska agencija NASA je objavila prvo operativno sliko vesoljskega teleskopa James Webb, t. i. Webbovo prvo globoko polje.[32]
- 15. julij – Na Krasu je izbruhnil obsežen požar in zajel več kot 3500 hektarjev površin na obmejnem območju med Slovenijo in Italijo.[33]
- 15.–24. julij – V mestu Eugene (Oregon, Združene države Amerike) je potekalo 18. svetovno prvenstvo v atletiki.
- 17.–24. julij – V Celju je potekala mednarodna gasilska olimpijada.[34]
- 25. julij – Zgodil se je stebrni udar v premogovniku Velenje, poškodovanih je bilo 12 rudarjev.
- 26. julij – Na Hrvaškem so odprli most Pelješac, s čimer je bila vzpostavljena prometna povezava s skrajnim jugom Dalmacije mimo ozemlja Bosne in Hercegovine.[35]
- 31. julij – Ameriška Centralna obveščevalna agencija je z zračnim napadom v Kabulu uspešno izvedla atentat na voditelja Al Kaide Ajmana al Zavahirija.[36]
- 4. avgust – Predsednica predstavniškega doma ZDA Nancy Pelosi je kot najvišje rangirana ameriška političarka od 1990. let obiskala Tajvan; Kitajska je v odziv izvedla množične vojaške vaje s pravim strelivom okrog otoka.[37][38]
- 26. avgust–11. september – Poljska in Slovenija sta gostili svetovno prvenstvo v odbojki, potem ko je Mednarodna odbojkarska zveza (FIVB) odvzela organizacijo prvenstva Rusiji zaradi invazije na Ukrajino.[39]

### September–december
- 5. september – Liz Truss je bila po odstopu Borisa Johnsona izvoljena za predsednico britanske Konservativne stranke, s čimer je postala tudi predsednica vlade Združenega kraljestva.[40]
- 8. september – Karel III. je po smrti njegove matere, kraljice Elizabete II., postal novi kralj Združenega kraljestva.[41]
- 10. september – Ruska invazija na Ukrajino: Ukrajinske sile so z obsežno protiofenzivo od začetka meseca osvobodile strateško pomembni mesti Kupjansk in Izjum na severovzhodu države in prisilile rusko vojsko v umik iz okoliške regije.[42]
- 26. september – Nasino plovilo DART je treščilo v asteroid Dimorphos, kar je bil prvi preskus tovrstne obrambe Zemlje pred asteroidi.[43]
- 27.–30. september – Orkan Ian je prizadel Kubo in jugovzhod ZDA; v divjanju vetra je umrlo vsaj 90 ljudi, 10.000 je bilo pogrešanih, izpad električne energije pa je zajel vso Kubo in dele več zveznih držav ZDA.[44]
- 30. september – Rusko-ukrajinska kriza: Rusija si je po izvedbi referendumov, katerih legitimnosti mednarodna skupnost ne priznava, uradno priključila zasedene ukrajinske Donecko, Lugansko, Hersonsko in Zaporoško oblast.[45]
- 4. oktober – Državni zbor Republike Slovenije je sprejel spremembe družinskega zakonika, ki so popolnoma izenačile partnerje v istospolnih in raznospolnih zvezah, vključno z možnostjo posvojitve otrok.[46]
- 23. oktober – V prvem krogu volitev predsednika Republike Slovenije sta prejela največ glasov volivcev Anže Logar in Nataša Pirc Musar ter se s tem uvrstila v drugi krog.[47]
- 25. oktober – Rishi Sunak je v vladni krizi po odstopu predhodnice Liz Truss teden pred tem prevzel položaj predsednika Vlade Združenega kraljestva.[48]
- 28. oktober – Poslovnež Elon Musk je zaključil 44 milijard USD vreden prevzem spletnega družbenega omrežja Twitter.[49]
- 11. november – Ruska invazija na Ukrajino: Po umiku ruske vojske z desnega brega Dnepra je Ukrajina znova prevzela nadzor nad Hersonom, prestolnico Hersonske oblasti, ki si jo je 30. septembra priključila Rusija.[50]
- 13. november – Nataša Pirc Musar je v drugem krogu volitev predsednika Republike Slovenije premagala protikandidata Anžeta Logarja ter bila izvoljena na ta položaj kot prva ženska v zgodovini samostojne Slovenije.[51]
- 15. november – Dan osmih milijard: Po oceni Organizacija združenih narodov je svetovno prebivalstvo doseglo osem milijard ljudi.[52]
- 16. november – Izstreljena je bila Nasina odprava Artemis 1 proti Luni kot prvi preskus za prihodnje odprave s človeško posadko v programu Artemis.[53]
- 20. november – Potekal je prvi krog lokalnih volitev v Sloveniji.[54] Drugi krog je (kjer je bil potreben) potekal 4. decembra.[55]
- 18. november – Na zasedanju Generalne konference za uteži in mere v Parizu je bila sprejeta razširitev sistema predpon SI: rona (1027) in kveta (1030) za velike ter ronto (10−27) in kvekto (10−30) za majhne vrednosti.[56]
- 20. november–18. december – V Katarju je potekalo moško svetovno prvenstvo v nogometu.[57]
- 23.–24. november – Potekale so volitve v Državni svet Republike Slovenije.[58]
- 26. november – Na Kitajskem so izbruhnili množični protesti v več mestih proti strogim vladnim ukrepom za zajezitev pandemije covida-19.[59]
- 27. november – V Sloveniji so potekali referendumi o spremembah Zakona o dolgotrajni oskrbi, o spremembah Zakona o vladi in o noveli Zakona o RTV Slovenija, na katerih so volivci podprli vse tri vladne predloge.[60]
- 6. december – Po 54 letih in 1574 izdelanih primerkih se je končala proizvodnja reaktivnega letala Boeing 747.[61]
- 15. december – Evropski svet je Bosni in Hercegovini podelil status kandidatke za vstop v Evropsko unijo.[62]
- 23. december –  Mandat je začela novoizvoljena predsednica Republike Slovenije Nataša Pirc Musar.

## Smrti

### Januar
- 2. januar:
  - Richard Leakey, kenijski paleontropolog in naravovarstvenik (* 1944)[63]
  - Eric Walter Elst, belgijski astronom (* 1936)[64]
- 3. januar – Viktor Sanejev, gruzinski atlet (* 1945)[65]
- 5. januar – Francisco Álvarez Martínez, španski kardinal (* 1925)[66]
- 6. januar:
  - Sidney Poitier, bahamsko-ameriški igralec, režiser in diplomat (* 1927)[67]
  - Bob Falkenburg, brazilsko-ameriški tenisač (* 1926)
- 7. januar – Anatolij Vasiljevič Lunačarski, ruski general (* 1946)[68]
- 10. januar – Herbert Achternbusch, nemški dramatik (* 1938)[69]
- 11. januar:
  - David Sassoli, italijanski novinar in politik, predsednik Evropskega parlamenta (* 1956)[70]
  - Tadej Brate, slovenski industrijski arheolog (* 1947)
- 14. januar – Franc Avberšek, slovenski politik in rudarski inženir (* 1947)[71]
- 19. januar:
  - Gaspard Ulliel, francoski igralec (* 1984)[72]
  - David Roxbee Cox, angleški statistik (* 1924)[73]
- 20. januar – Meat Loaf, ameriški glasbenik in igralec (* 1947)[74]
- 21. januar – Louie Anderson, ameriški igralec in komik (* 1953)[75]
- 22. januar – Aki Rahimovski, makedonsko-hrvaški pevec (* 1955)[76]
- 24. januar – Heidi Biebl, nemška alpska smučarka (* 1941)[77]
- 28. januar – Werner Grossmann, nemški politik (* 1929)[78]
- 31. januar – Voldemaras Novickis, litovski rokometaš (* 1956)[79]

### Februar
- 1. februar – Wolfgang Schwanitz, nemški general in politik (* 1930)[80]
- 2. februar – Irena Pavlič, slovenska narodna delavka in urednica v Porabju (* 1934)[81]
- 4. februar – Marko Brecelj, slovenski glasbenik in politični aktivist (* 1951)[82]
- 6. februar – Lata Mangeshkar, indijska pevka (* 1929)[83]
- 8. februar – Luc Montagnier, francoski virolog, nobelovec (* 1932)[84]
- 13. februar – Berit Berthelsen, norveška atletinja (* 1944)[85]
- 14. februar – Borislav Ivkov, srbski šahovski velemojster (* 1933)[86]
- 19. februar – Mario Plenković, hrvaški komunikolog (* 1947)[87]

### Marec
- 1. marec – Alevtina Kolčina, ruska smučarska tekačica (* 1930)[88]
- 3. marec – Dean Woods, avstralski kolesar (* 1966)[89]
- 13. marec – William Hurt, ameriški igralec (* 1950)[90]
- 15. marec – Eugene Parker, ameriški astrofizik (* 1927)[91]
- 23. marec – Madeleine Albright, ameriška političarka (* 1937)[92]
- 25. marec – Taylor Hawkins, ameriški bobnar (* 1972)[93]
- 26. marec – Boštjan Kiauta, slovenski zoolog (* 1937)[94]

### April
- 5. april – 
  - Sidney Altman, kanadsko-ameriški molekularni biolog, nobelovec (* 1939)[95]
  - Peter Gosar, slovenski fizik (* 1923)[96]
- 9. april – Jack Higgins, angleški pisatelj (* 1929)[97]
- 17. april – Radu Lupu, romunski pianist (* 1945)[98]

### Maj
- 1. maj – Ivica Osim, bosanski nogometaš in menedžer (* 1941)[99]
- 6. maj – Jože Balažic, slovenski trobentar (* 1944)
- 8. maj – Marija Gusakova, ruska smučarska tekačica (* 1931)[100]
- 10. maj – Leonid Kravčuk, ukrajinski politik (* 1934)[101]
- 17. maj – Vangelis, grški glasbenik in skladatelj (* 1943)[102]
- 26. maj – Ray Liotta, ameriški igralec (* 1954)[103]
- 27. maj – Marko Račič, slovenski atlet (* 1920)[104]
- 30. maj – Boris Pahor, slovenski pisatelj (* 1913)[105]

### Junij
- 1. junij – Geza Erniša, škof slovenske evangeličanske cerkve (* 1952)[106]
- 6. junij – Valerij Rjumin, ruski kozmonavt (* 1939)[107]
- 15. junij – Borut Bassin, slovenski košarkar (* 1944)[108]
- 16. junij – Kajetan Gantar, slovenski literarni zgodovinar, filolog, prevajalec in urednik (* 1930)[109]
- 17. junij – Marlenka Stupica, slovenska slikarka in ilustratorka (* 1927)[110]
- 19. junij – Borut Šuklje, slovenski novinar, diplomat, politik in publicist (* 1958)[111]

### Julij
- 3. julij – Robert Curl, ameriški kemik, nobelovec (* 1933)[112]
- 8. julij – Šinzo Abe, japonski politik (* 1954)[113]
- 18. julij – Claes Oldenburg, švedsko-ameriški kipar (* 1929)[114]
- 26. julij – James Lovelock, britanski naravoslovec in futurist (* 1919)[115]
- 31. julij – Bill Russell, ameriški košarkar in trener (* 1934)[116]

### Avgust
- 4. avgust – Kostja Gatnik, slovenski slikar, grafični oblikovalec in ilustrator (* 1945)[117]
- 8. avgust – Olivia Newton-John, britansko-avstralska igralka (* 1948)[118]
- 12. avgust – Wolfgang Petersen, nemški filmski režiser in producent (* 1941)[119]
- 26. avgust – Jože Mencinger, slovenski pravnik, ekonomist, politik in akademik (* 1941)[120]
- 28. avgust – Ivo Hvalica, slovenski politik (* 1936)[121]
- 30. avgust – Mihail Gorbačov, ruski politik in pravnik, nobelovec (* 1931)[122]

### September
- 1. september – Barbara Ehrenreich, ameriška publicistka in politična aktivistka (* 1941)
- 8. september – Elizabeta II., kraljica Združenega kraljestva (* 1926)[123]
- 11. september – Javier Marías, španski pisatelj (* 1951)[124]
- 13. september – 
  - Jean-Luc Godard, francosko-švicarski filmski režiser (* 1930)[125]
  - Kornelije Kovač, srbski skladatelj in glasbenik (* 1942)[126]
- 15. september – Radko Polič, slovenski igralec (* 1942)[127]
- 28. september – Coolio, ameriški raper (* 1963)[128]

### Oktober
- 9. oktober – Bruno Latour, francoski antropolog, filozof in sociolog (* 1947)[129]
- 11. oktober – 
  - Angela Lansbury, irsko-britanska igralka in pevka (* 1925)[130]
  - Tugo Štiglic, slovenski režiser (* 1946)[131]
- 18. oktober – Ole Ellefsæter, norveški smučarski tekač in atlet (* 1939)[132]
- 22. oktober – Dietrich Mateschitz, avstrijski poslovnež (* 1944)[133]
- 26. oktober – Pierre Soulages, francoski slikar in kipar (* 1919)[134]
- 28. oktober – Jerry Lee Lewis, ameriški glasbenik (* 1935)[135]

### November
- 6. november – Edward C. Prescott, ameriški ekonomist, nobelovec (* 1940)[136]
- 17. november – Aleksander Gorškov, ruski umetnostni drsalec (* 1946)[137]
- 28. november – Joco Žnidaršič, slovenski fotograf in urednik (* 1938)[138]
- 30. november – Džjang Dzemin, kitajski politik (* 1926)[139]

### December
- 5. december – Kirstie Alley, ameriška igralka (* 1951)[140]
- 6. december – Miha Baloh, slovenski igralec (* 1928)[141]
- 11. december – Angelo Badalamenti, ameriški skladatelj (* 1937)[142]
- 16. december – Siniša Mihajlović, srbski nogometaš (* 1969)[143]
- 22. december – Anton Tkáč, slovaški kolesar (* 1951)[144]
- 23. december – 
  - Massimo Savić, hrvaški pevec (* 1962)[145]
  - Maxi Jazz, britanski glasbenik (* 1957)[146]
- 29. december – 
  - Pelé, brazilski nogometaš (* 1940)[147]
  - Vivienne Westwood, angleška modna oblikovalka (* 1941)[148]
- 30. december – Janez Zemljarič, slovenski pravnik in politik (* 1928)[149]
- 31. december – Joseph Ratzinger, papež Benedikt XVI. (* 1927)[150]

### Neznan datum smrti
- januar – Aleš Hauc, slovenski bankir in podjetnik (* 1964)[151]
- februar – Stane Papež, slovenski rokometaš (* 1932)[152]
- februar – Franc Korbar – Cac, slovenski narodnozabavni glasbenik (* 1938)[153]

## Nobelove nagrade
- fizika: Alain Aspect, John F. Clauser in Anton Zeilinger
- fiziologija ali medicina: Svante Pääbo
- kemija: Carolyn R. Bertozzi, Morten Meldal in K. Barry Sharpless
- književnost: Annie Ernaux
- mir: Aleš Bjaljacki, Memorial in Center za državljanske svoboščine
- ekonomija: Ben S. Bernanke, Douglas W. Diamond in Philip H. Dybvig